# Mimie Wood
Pour les articles homonymes, voir Wood.
Susan Selina « Mimie » Wood, née le 4 décembre 1888 à Dunedin (Nouvelle-Zélande) et morte le 25 août 1979 à Crofton Downs dans la banlieue de Wellington, est une secrétaire et bibliothécaire néo-zélandaise de la Société royale de Nouvelle-Zélande. 
Elle est employée par l'organisation de 1920 jusqu'à sa retraite en 1962. Selon Coleridge Farr, président du New Zealand Institute de 1929 à 1931, il serait plus exact de la décrire comme la présidente adjointe de l'institut. Elle se charge d'une grande partie des tâches administratives et prédit, à juste titre, qu'à sa retraite, son poste sera remplacé par cinq autres ; ces cinq postes sont effectivement créés dans les trois ans suivant son départ.
De 1920 jusqu'à sa mort, Wood vit à Eastbourne avec sa compagne, Margaret Magill. Là, elles font partie d’un cercle d’amies lesbiennes à une époque où il est très mal vu pour les femmes d’être ouvertement lesbiennes. Elles sont toutes les deux très actives dans la communauté et sont nommées membres de l'Ordre de l'Empire britannique. Wood cofonde plusieurs groupes communautaires et siège régulièrement dans des comités, occupant des postes au sein de ces groupes pendant des décennies. 

## Biographie

### Jeunesse et études
Wood naît le 4 décembre 1888 à Dunedin, deuxième ville la plus peuplée de l'île du Sud. Elle est baptisée Susan Selina Wood à l'église anglicane Saint-Pierre de Caversham. Elle n'utilise jamais son nom de naissance, même sur les documents officiels et commence à signer au nom de Mimie Wood. Ses parents sont Edwin Thomas et Susan Sophia Wood, née Toomey. 
Wood effectue ses études dans des écoles de diverses banlieues de Dunedin : Wakari, Kaikorai, puis à l'école normale de Dunedin à Dunedin North, sans avoir suivi au préalable d'études secondaires. Son père, qui est professeur de comptabilité, enseigne également l'écriture et est designer. Il annonce un jour à Mimie qu'il lui enseignera la calligraphie et fera d'elle « la meilleure de Nouvelle-Zélande ». Ses minutes manuscrites qu'elle écrit sur du cuivre témoignent de l'enseignement de son père. Elle fréquente l'église Knox de George Street et y enseigne pendant un certain temps la Bible. Elle fait la connaissance de John Marwick à Dunedin, qui deviendra plus tard paléontologue et géologue. On pense qu'elle a connu le naturaliste George Thomson par l'intermédiaire de Knox Church. 
Edwin Thomas meurt en 1918 et Susan Wood en 1925 ; ses deux parents sont morts dans leur ville natale de Dunedin. 

### Carrière professionnelle
Wood décroche son premier emploi à l'Athenaeum dans l'Octogone, le centre-ville de Dunedin, où elle catalogue des livres selon la classification décimale Dewey. Elle est ensuite employée au bureau des quincailliers Paterson & Barr Ltd. à Princes Street. Peu avant 1919, elle déménage à Wellington, où elle travaille comme assistante comptable dans une grande entreprise commerciale. 
Le New Zealand Institute décide en 1919 qu'il lui faut employer un fonctionnaire rémunéré permanent, car la charge de travail de ses fonctionnaires bénévoles est devenue trop lourde. Le Conseil des gouverneurs autorise le Comité permanent à employer une personne pour un salaire ne dépassant pas 200 livres néo-zélandaises. Les tâches à accomplir sont celles habituellement dévolues au secrétaire adjoint, au trésorier adjoint, au rédacteur adjoint et au bibliothécaire adjoint et consistent à compiler des index pour la revue Transactions, éditée par l'institut et des fiches pour l'International Catalogue of Scientific Literature. En mai 1920, le Comité permanent charge le président de l'institut, Thomas Easterfield, de nommer la bonne personne. Wood reçoit cette nomination en août 1920 et George Thomson, qui a été président de l'institut en 1907 et 1908, joue un rôle déterminant dans sa nomination à ce poste. 
Au début de la Grande Dépression, son salaire est réduit conformément à la politique générale de réduction des salaires des fonctionnaires. Le géophysicien Coleridge Farr, qui est alors président de l'institut, souligne que Wood l'a corrigé à plusieurs reprises avec sa « manière joyeuse habituelle » là où il se serait trompé autrement, et que son titre d'assistante n'est pas correct, puisqu'elle est dans les faits la secrétaire de l'institut. Farr suggère alors que si le mot « assistant » subsiste dans sont titre, « un titre plus juste serait « assistante présidente » ». Lors de l'assemblée générale annuelle de 1931 qui suit, Thomson propose que le titre de Wood soit remplacé par celui de secrétaire. Wood entretient une profonde admiration pour Thomson et garde son portrait dans sa chambre toute sa vie. 
Le secrétaire honoraire de l'institut est le chimiste Bernard Aston de 1908 à 1925, mais après un certain temps dans ce rôle, Wood remplace Aston. Wood interagit davantage avec Aston que tout autre membre du conseil d'administration. Elle consacre une grande partie de son temps à la Royal Society. Elle est très appréciée, extrêmement serviable et se voir confier de nombreuses informations confidentielles, car elle est discrète. Les journalistes racontent à quel point elle leur a été utile lorsqu'ils rendaient compte des réunions du conseil d'administration de l'institut. Wood s'entend bien avec tous les membres du conseil d'administration et les présidents, à l'exception du botaniste Leonard Cockayne (président de 1918 à 1920 juste avant la nomination de Wood), connu pour son tempérament brutal. Lorsque Wood assiste à une réunion du comité, prenant des notes sur la demande d'Aston, Cockayne demande à l'assemblée : « Que fait-elle ici ? ». Wood ne lui pardonne jamais et note plus tard dans sa vie que : « Malgré tous ses honneurs, il [est] l'homme le plus grossier que j'aie jamais rencontré. ».
En 1922, le New Zealand Institute doit quitter le Dominion Museum, construit en bois, car le ministère des Travaux publics n'autorise pas l'installation d'autres étagères en raison d'un problème de poids excessif. Le professeur Harry Kirk, qui est alors président de l'institut, fait en sorte que l'institut puisse emménager dans le Hunter Building. Trois bibliothèques — celles du New Zealand Institute, du Dominion Museum et de la Wellington Philosophical Society — sont alors hébergées au Dominion Museum et il faut une semaine aux dirigeants de l'institut et à trois hommes du Département des travaux publics pour déplacer tous les livres, en novembre 1922. De grandes difficultés se posent pour séparer les bibliothèques et, lorsque Wood déménage dans le Hunter Building le 6 juin 1923, une grande partie du travail reste encore à faire. Wood accomplit le reste du travail presque à elle toute seule et fait preuve d'une « énergie et d'une détermination » importantes. Elle reçoit une reconnaissance particulière dans le numéro de Transactions de 1924,.  
En 1947, le salaire de Wood augmente à 425 livres néo-zélandaises. À partir de 1950, elle est par ailleurs secondée par une bibliothécaire à temps partiel. En mai 1962, Wood demande à prendre sa retraite. Le conseil de la société lui finance un congé payé de six mois et une prime de 500 livres, possiblement en reconnaissance du fait qu'elle ne bénéficie pas d'un régime de retraite, mais aussi parce qu'elle a été employée « pour une somme dérisoire » tout au long de sa carrière. L'ornithologue Charles Fleming, qui est président lorsqu'elle prend sa retraite et rédige ensuite sa nécrologie, déclare qu'il n'y aurait eu aucune chance d'embaucher quelqu'un d'autre qu'elle dans des conditions similaires. Lors d'une cérémonie de départ le 28 novembre, elle reçoit un plateau en argent. Peu de collègues de Wood savent que sa partenaire depuis 42 ans est morte seulement trois semaines plus tôt ; sa maladie est la raison pour laquelle Wood a demandé à prendre sa retraite,.  
Wood supporte une lourde charge administrative à la Royal Society, les réunions du conseil étant particulièrement chargées. Épuisée après une de ces réunions, elle s'exclame un jour à l'adresse de la bibliothécaire adjointe : « Quand je quitterai ce poste, notez mes paroles, cinq personnes me remplaceront. ». Sa phrase se révèle vraie : en 1965, trois ans après le départ en retraite de Wood, la Royal Society emploie un secrétaire général, un directeur général, un assistant de bureau, un bibliothécaire et un assistant de bibliothèque pour effectuer son travail. 

### Engagement associatif
Magill et Wood créent la Eastbourne Horticultural Society (initialement appelée East Harbour Society),  Wood convoquant une réunion inaugurale le 1er mars 1938 via un dépliant qu'elle distribue aux résidents. Ils attirent Elizabeth Gilmer, présidente de la Wellington Horticultural Society, qui devient la présidente de leur société. Magill est la première vice-présidente et Wood la première secrétaire-trésorière honoraire. Le premier spectacle de la société a lieu en septembre 1938. Le spectacle de septembre 1941 est suivi par Cyril Newall, qui plus tôt cette année-là a été nommé gouverneur général de la Nouvelle-Zélande.  Wood reste secrétaire-trésorière de la société jusqu'en 1970, date à laquelle elle est élue membre honoraire. Elle est également membre de la Hutt Valley and East Harbour Rose Society dont elle est membre du conseil et de la Floral Art Society,.
En 1939, Wood devint co-secrétaire lorsqu'un groupe d'Eastbourne est formé pour organiser la contribution locale au Mémorial provincial du centenaire de Wellington. Wood est également secrétaire du Eastbourne Lyric Group, un groupe qu'elle a fondé en 1937. 
En 1948, Wood est l'une des fondatrices du East Harbour Women's Club. De 1947 à 1975, elle est secrétaire honoraire de la branche de la Croix-Rouge à Eastbourne. 
Au cours de sa dernière année de vie, elle développe des caillots de sang dans les jambes. Elle reste alitée à l'hôpital Bowen de Crofton Downs malgré une opération. Elle meurt finalement le 25 août 1979.

## Vie privée
Lorsque Wood arrive à Wellington, elle vit d'abord à Lyall Bay et en 1920, elle déménage à Eastbourne, où elle s'établit pour le reste de sa vie. Il y a une communauté importante de couples de femmes à Eastbourne, qui est l'un des premiers exemples de communauté lesbienne en Nouvelle-Zélande. Wood vit avec Margaret Magill, une enseignante, de 1920 jusqu'à la mort de Magill. La sœur cadette de Magill, Ada, et sa partenaire, Molly Gore, font partie du groupe de femmes,.  

## Récompenses et distinctions
En 1933, Wood est membre fondatrice du New Zealand Institute des secrétaires agréés (FCSNZ). Elle est admise dans l'organisation et, après la fusion qui a lieu en 1953 avec l'Institut des secrétaires et administrateurs agréés, les titres honorifiques sont remplacés par l'appellation FCIS (membre du Chartered Institute of Secretaries). En 1963, elle est élue membre du Royal New Zealand Institute of Horticulture (FRNZIH). Lors du Nouvel An 1963, lors d'une cérémonie de remise de décorations par Élisabeth II, elle est admise dans l'Ordre de l'Empire britannique pour ses services en tant que secrétaire de la Société royale de Nouvelle-Zélande. En 2017, Wood est sélectionnée parmi les « 150 femmes en 150 mots » de la Royal Society Te Apārangi, initiative mettant à l'honneur des femmes néo-zélandaises qui ont marqué leurs domaines respectifs.